# Shock Tilt
Shock Tilt är ett heavy metal-band, bildat i slutet av 1984 i Vasa, Finland, av basisten Rolf Häggblom och hans bror Per Häggblom, som sjöng och spelade gitarr. Året efter tillkom Hasse Montin på trummor samt Hannu Rajala på gitarr. Samma år producerade Shock Tilt en mini-LP, Night-Fight. Bandet lyckades etablera sig i Finland, men flyttade till Sverige i augusti 1986 för att få bättre möjligheter att utveckla sin karriär. Mordet på Rajala i november 1987 fick verksamheten att avstanna en längre tid. Shock Tilt är fortfarande aktiva, nu med följande medlemmar: Per Häggblom, Rolf Häggblom, Jonny Mellis Reinholm (gitarr) och Thomas Hultmark (trummor).

## Diskografi
- Mini-LP Night-Fight    04/1985 Tilt Records
- Single  Heaven calls      1989 Top Music Productions
- EP      Caliban demos  11/1992 Caliban Studios
- CD      Coming up v.a.    09/1992 Mother Earth Group
- CD      Ozzified v.a.  11/1998 Tribute Records